# Neuhaus (Selbitz)
Neuhaus (ⓘ) ist ein Gemeindeteil der Stadt Selbitz im Landkreis Hof (Oberfranken, Bayern). Die Gemarkung Neuhaus hat eine Fläche von 2,527 km². Sie ist in 420 Flurstücke aufgeteilt, die eine durchschnittliche Fläche von 6017,77 m² haben. In ihr liegen neben dem namensgebenden Ort die Gemeindeteile Edlasmühle und Wachholderbusch.

## Geografie
Das Dorf liegt auf freier Flur auf einem Höhenzug des Frankenwaldes. Im Osten gibt es einen Modellflugplatz. Eine Gemeindeverbindungsstraße führt nach Rodesgrün (1,3 km südwestlich) bzw. über Wachholderbusch zur Bundesstraße 173 bei der Anschlussstelle 32 der A 9 (1,5 km östlich). Weitere Gemeindeverbindungsstraßen führen nach Kohlbühl (1 km nördlich) und die B 173 überbrückend nach Selbitz zur Kreisstraße HO 33 (2,7 km südlich).

## Geschichte
Der Ort wurde im Jahr 1427 als „Newenhaus“ erstmals urkundlich erwähnt. Das Schloss war im Besitz der Herren von Reitzenstein. Es wurde nach der Zerstörung der ursprünglichen Veste Rodesgrün errichtet.
Zur Realgemeinde Neuhaus gehörten Edlasmühle und Wachholderbusch. Gegen Ende des 18. Jahrhunderts bestand Neuhaus aus 31 Anwesen. Die Hochgerichtsbarkeit sowie die Dorf- und Gemeindeherrschaft hatte das bayreuthischen Stadtvogteiamt Hof. Grundherren waren das Rittergut Neuhaus (12 Güter, 3 Gütlein, 4 Häuser, 7 Tropfhäuser, 1 Wirtshaus) und das Klosteramt Hof (1 Halbhof, 2 Häuser).
Von 1797 bis 1810 unterstand Neuhaus dem Justiz- und Kammeramt Naila. Nachdem im Jahr 1810 das Königreich Bayern das Fürstentum Bayreuth käuflich erworben hatte, wurde der Ort bayerisch. Infolge des Ersten Gemeindeedikts wurde 1812 der Steuerdistrikt Neuhaus gebildet. Zu diesem gehörten Edlasmühle, Froschgrün, Kohlbühl, Mittelklingensporn, Rodesgrün, Schneckengrün und Wachholderbusch. Zugleich entstand die Ruralgemeinde Neuhaus, zu der Edlasmühle und Wachholderbusch gehörten. Sie war in Verwaltung und Gerichtsbarkeit dem Landgericht Naila zugeordnet und in der Finanzverwaltung dem Rentamt Lichtenberg (1919 in Finanzamt Lichtenberg umbenannt, seit 1955 Finanzamt Naila). Ab 1862 gehörte Neuhaus zum Bezirksamt Naila (1939 in Landkreis Naila umbenannt). Die Gerichtsbarkeit blieb beim Landgericht Naila (1879 in Amtsgericht Naila umgewandelt). Die Gemeinde Neuhaus hatte 1964 eine Gebietsfläche von 3,557 km². Im Zuge der Gebietsreform in Bayern wurde die Gemeinde Neuhaus am 1. April 1971 nach Selbitz eingemeindet.

### Baudenkmäler
- Am Schloss 1: Schloss Neuhaus[12]
- Obere Gasse 3 (=Haus Nr. 24): Wohnhaus[12]

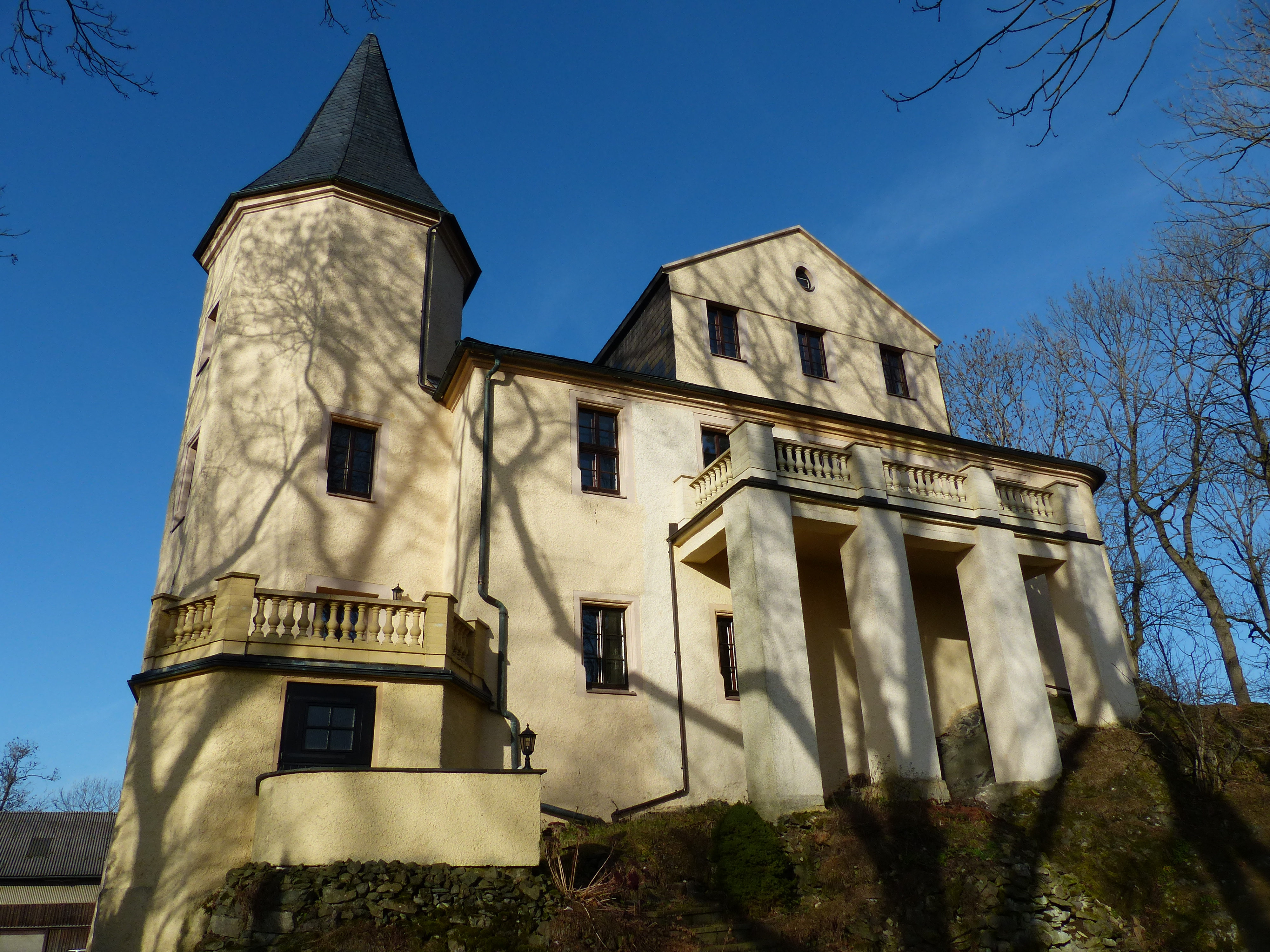
Schloss Neuhaus von Süden
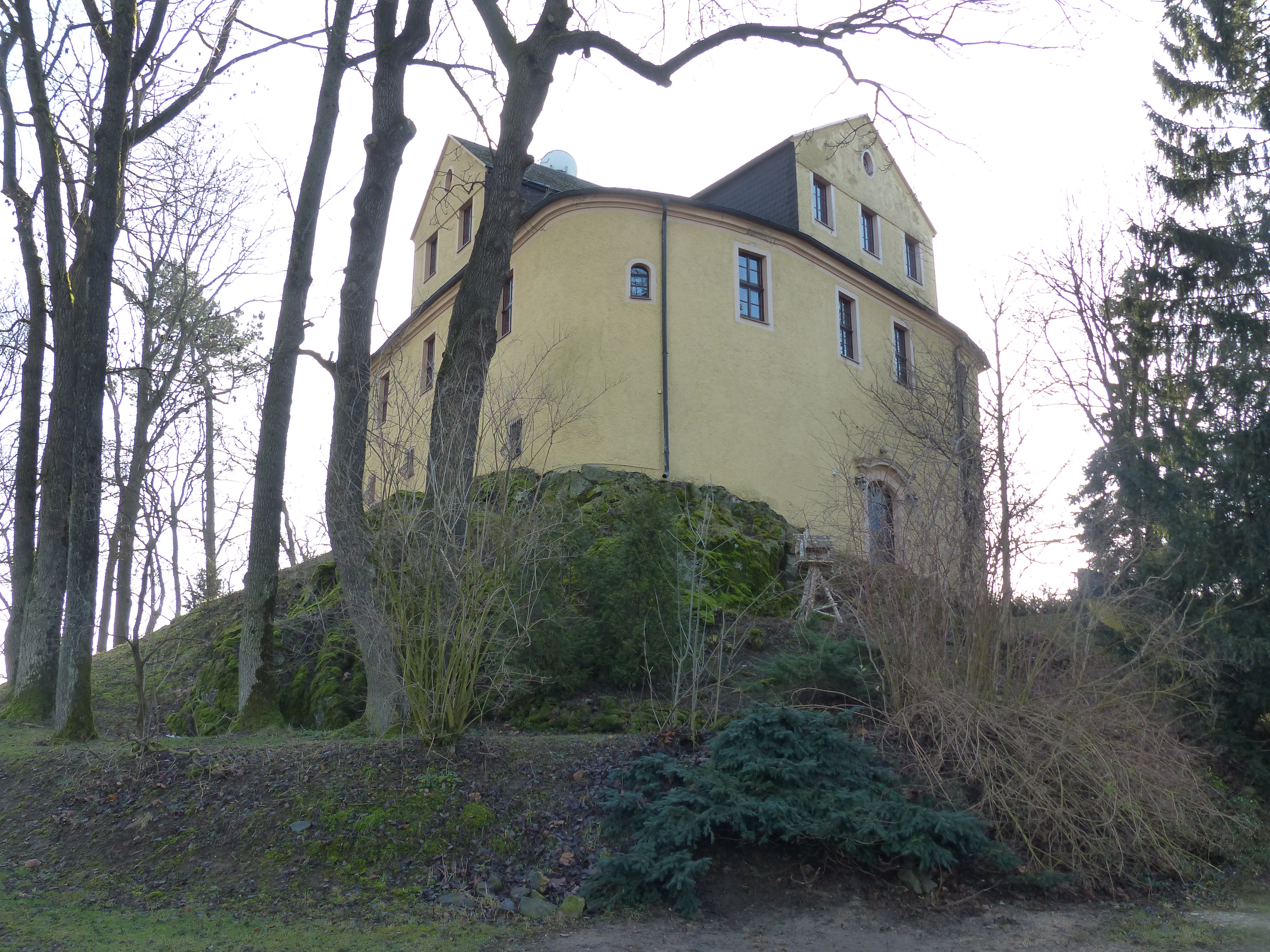
Ansicht von Norden

ehemalige Baudenkmäler
- Haus Nr. 1a: Zugehörige Scheune. Stattlicher verbretterter Ständerbau des späten 18. oder frühen 19. Jahrhundert; Giebel mit geteilter Schalung.[13]
- Haus Nr. 2: Ehemaliges Schlossgesindehaus. Eingeschossiges, verputzt massives Kleinhaus des 18. Jahrhunderts, zwei zu drei Achsen, mit Satteldach, Giebel verschiefert; weitgehend erneuert.[13]
- Haus Nr. 8: Zweigeschossiges Wohnstallhaus, vermutlich zweite Hälfte des 18. Jahrhunderts, über älterem Kern, mit Halbwalmdach und Gauben; Erdgeschoss verputzt massiv, Obergeschoss verputztes Fachwerk mit Lehmziegelausfachung; umlaufendes hölzernes Kranzgesims.[13]
- Haus Nr. 18: Kleines eingeschossiges Wohnstallhaus des 18. Jahrhunderts, Satteldach, verputzt massiv, Giebel verbrettert.[13]
- Haus Nr. 19: Wohnstallhaus, vermutlich aus der ersten Hälfte des 18. Jahrhunderts, mit Frackdach, Stallteil nordseitig noch mit Strohdeckung; Erdgeschoss verputzt massiv, im 19. Jahrhundert erneuert; Obergeschoss Fachwerk mit Lehmziegelausfachung.[13]
- Haus Nr. 25: Zweigeschossiges Wohnstallhaus, vermutlich spätes 18. Jahrhundert, mit Satteldach; Erdgeschoss verputzt massiv, Obergeschoss verputztes Fachwerk.[13]
- Haus Nr. 40: Ehemaliges Schulhaus. Eingeschossiges Halbwalmdachhaus des späten 18. Jahrhunderts, verputzt massiv, zwei zu vier Achsen; Giebeltrapez verschiefertes Ständerwerk.[13]

### Einwohnerentwicklung
Gemeinde Neuhaus
| Jahr      | 1819  | 1840   | 1852   | 1855   | 1861   | 1867   | 1871   | 1875   | 1880   | 1885   | 1890   | 1895   | 1900   | 1905   | 1910   | 1919   | 1925   | 1933   | 1939   | 1946   | 1950   | 1952   | 1961  | 1970   |
| Einwohner | 201   | 269    | 257    | 279    | 291    | 298    | 314    | 317    | 310    | 323    | 312    | 285    | 286    | 276    | 271    | 290    | 316    | 369    | 330    | 354    | 377    | 360    | 332   | 317    |
| Häuser    |       |        |        |        |        |        | 46     |        |        | 49     | 49     |        | 50     |        |        |        | 55     |        |        |        | 59     |        | 55    |        |
| Quelle    | [ 8 ] | [ 15 ] | [ 15 ] | [ 15 ] | [ 16 ] | [ 17 ] | [ 18 ] | [ 19 ] | [ 20 ] | [ 21 ] | [ 22 ] | [ 15 ] | [ 23 ] | [ 15 ] | [ 24 ] | [ 15 ] | [ 25 ] | [ 15 ] | [ 15 ] | [ 15 ] | [ 26 ] | [ 15 ] | [ 9 ] | [ 27 ] |

Ort Neuhaus
| Jahr      | 001819 | 001861 | 001871 | 001885 | 001900 | 001925 | 001950 | 001961 | 001970 | 001987 | 002021 |
| Einwohner | 173    | 234    | 240    | 257    | 234    | 249    | 304    | 285    | 257    | 206    | 171    |
| Häuser    |        |        |        | 39     | 39     | 43     | 45     | 55     |        | 67     |        |
| Quelle    | [ 8 ]  | [ 16 ] | [ 18 ] | [ 21 ] | [ 23 ] | [ 25 ] | [ 26 ] | [ 9 ]  | [ 27 ] | [ 28 ] | [ 1 ]  |

## Religion
Neuhaus ist seit der Reformation evangelisch-lutherisch geprägt und bis heute nach Selbitz gepfarrt.